# بولي ستايرين
البولي ستايرين (بالإنجليزية: Polystyrene)‏ أو اختصارًا PS هو مركب كيميائي عبارة عن بوليمر هيدروكربوني عطري اصطناعي مشتق من جزيء مونومير يعرف باسم الستايرين. يمكن أن يكون البوليسترين صلبا أو رغويا. يعد البوليسترين أحد أكثر أنواع البلاستيك استخداما حول العالم، حيث يقدر حجم إنتاجه بعدة ملايين من الأطنان سنويا. يمكن أن يكون البوليسترين شفافا في شكله الطبيعي، لكن يمكن أيضا تلوينه بألوان مختلفة. 
 
يمكن استخدام البولي ستايرين في عدد من المجالات، على غرار استخدامه في التغليف الوقائي للمنتجات كفشار رغوي (بالإنجليزية: foam popcorn)‏ لمنع تلف وتكسر المنتجات الهشة أثناء الشحن، أو في علب الأقراص الضوئية لتخزين الأقراص المضغوطة العادية وأقراص الفيديو الرقمية أحيانا)، الحاويات، الأغطية، الزجاجات، الصواني، الأكواب وأدوات تناول الطعام التي تستخدم لمرة واحدة وأيضا في صنع النماذج. باعتباره من اللدائن حرارية، يكون البوليسترين في حالة صلبة عند درجة حرارة الغرفة ولكنه يصبح سائلا إذا تم تسخينه فوق تقارب 100 درجة مئوية (درجة حرارة التحول). يصبح صلبا مرة أخرى عند تبريده. يتم استغلال خاصيته الحرارية هذه في عملية البثق (لصناعة ألواح الستايروفوم على سبيل المثال) وأيضا في عمليتي القولبة والتشكيل الفراغي، حيث يمكن صبه في قوالب والحصول على منتجات بتفاصيل دقيقة.
وفقا لمعايير الجمعية الأمريكية لاختبار المواد، يعتبر البوليسترين من المواد غير قابل للتحلل. حيث يتراكم كشكل من أشكال القمامة في بيئة الخارجية، خاصة على طول الشواطئ والممرات المائية (على شكل الرغوة عائمة على السطح)، وفي المحيطات.

## تاريخ
اكتشف البوليسترين لأول مرة سنة 1839 من طرف إدوارد سيمون، وهو كيميائي وعطار ألماني من برلين. حيث قام بتقطير مادة زيتية على شكل مونومير، انطلاقا من مادة الستوراكس (راتنج مستخرج من شجرة الصمغ الشرقي (بالإنجليزية: Liquidambar orientalis)‏ أطلق عليها اسم ستيرول. بعد عدة أيام، لاحظ سيمون أن الستيرول الذي حصل عليه قد تخثر وأصبح على شكل هلام أطلق عليه اسم أكسيد ستيرول (ستيرولوكسيد) لأنه افترض أن التفاعل قد تم بفعل أكسدة.
بحلول سنة 1845، أظهر كل من الكيميائيين الجامايكي جون بودلي بليث والألماني آوغست فيلهلم فون هوفمان أن التحول الذي تعرض له الستيرول قد حدث في غياب الأكسجين. حيث أطلقوا على المنتج المحصل عليه اسم ميتا ستيرول؛  أظهرت التحليل أنه كان مطابقا كيميائيا لمادة الستيرولوكسيد التي حصل عليها سيمون. في سنة 1866، أثبت الكيميائي الفرنسي مارسيلان بيرتيلو بيرثيلوت  أن هذا التحول من الستيرول إلى  ميتا الستيرول أو الستيرولوكسيد قد تم عن طريق عملية بلمرة. بعد حوالي 80 عاما، تم أخيرا إدراك أن تسخين مادة الستيرول يبدأ تفاعلا متسلسلا ينتج  جزيئات كبيرة (وفقا لأطروحة الكيميائي الألماني هرمان شتاودنغر). أدى هذا في النهاية إلى منح المادة اسمها الحالي، البوليسترين.
بدأت شركة إي غه فاربن في لودفيغسهافن، تصنيع البوليسترين حوالي سنة 1931، في أفق استخدامه كبديل مناسب للزنك المصبوب المستعمل في العديد من التطبيقات. حققت الشركة نجاحا باهرا عندما تمكنت من تطوير وعاء مفاعل يقوم ببثق البوليسترين من خلال أنبوب مسخن مجهز بقاطع، لإنتاج البوليسترين في شكل حبيبات.
أعاد أوتيس راي ماكنتير (1918-1996)، وهو مهندس كيميائي بشركة داو كيميكال، اكتشاف عملية كان قد حصل عليها لأول مرة المخترع السويدي كارل مونترز. وفقا لمعهد تاريخ العلوم، "اشترت شركة داو كيميكال حقوق طريقة مونترز، وبدأت في إنتاج مادة خفيفة الوزن تتميز بقدتها على الطفو ومقاومة الماء تبدو مناسبة تماما لبناء أرصفة السفن والمراكب المائية وعزل المنازل والمكاتب وحظائر الدجاج. كنتيجة لذلك تم في سنة 1944، تسجيل براءة اختراع ما تعرف اليوم باسم ألواح الستايروفوم.
قبل حلول سنة 1949 بقليل، قام المهندس الكيميائي فريتز ستاستني بتطوير حبيبات البوليسترين سابقة الإنتشار من خلال دمج هيدروكربونات دهنية، مثل البنتان. هذه الحبيبات هي المادة الخام لأجزاء التشكيل أو صفائح البثق المستعملة صناعيا. تقدمت شركة باسف وستاستني بطلب للحصول على براءة هذا الاختراع، والتي تم إصدارها سنة 1949. تم عرض عملية الصب هذه سنة 1952 في «معرض البلاستيك» بدوسلدورف، وتم تسمية المنتج باسم ستيروبور.
الكيميائي الإطالي جوليو ناتا، كان أول من أبلغ عن التركيب البلوري للبوليسترين متساوي التوضع.
 طورت شركة كوبيرز الواقع مقرها في بيتسبرغ (بنسيلفانيا) سنة 1954، رغوة البوليسترين الممتد (EPS) تحت الاسم التجاري ديليت. بحلول سنة 1960، قامت شركة دارت كونتاينر، وهي أكبر شركة مصنعة لأكواب وألواح رغوة البولي ستايرين، بإنتاج وشحن أول طلبية لها.

## البنية

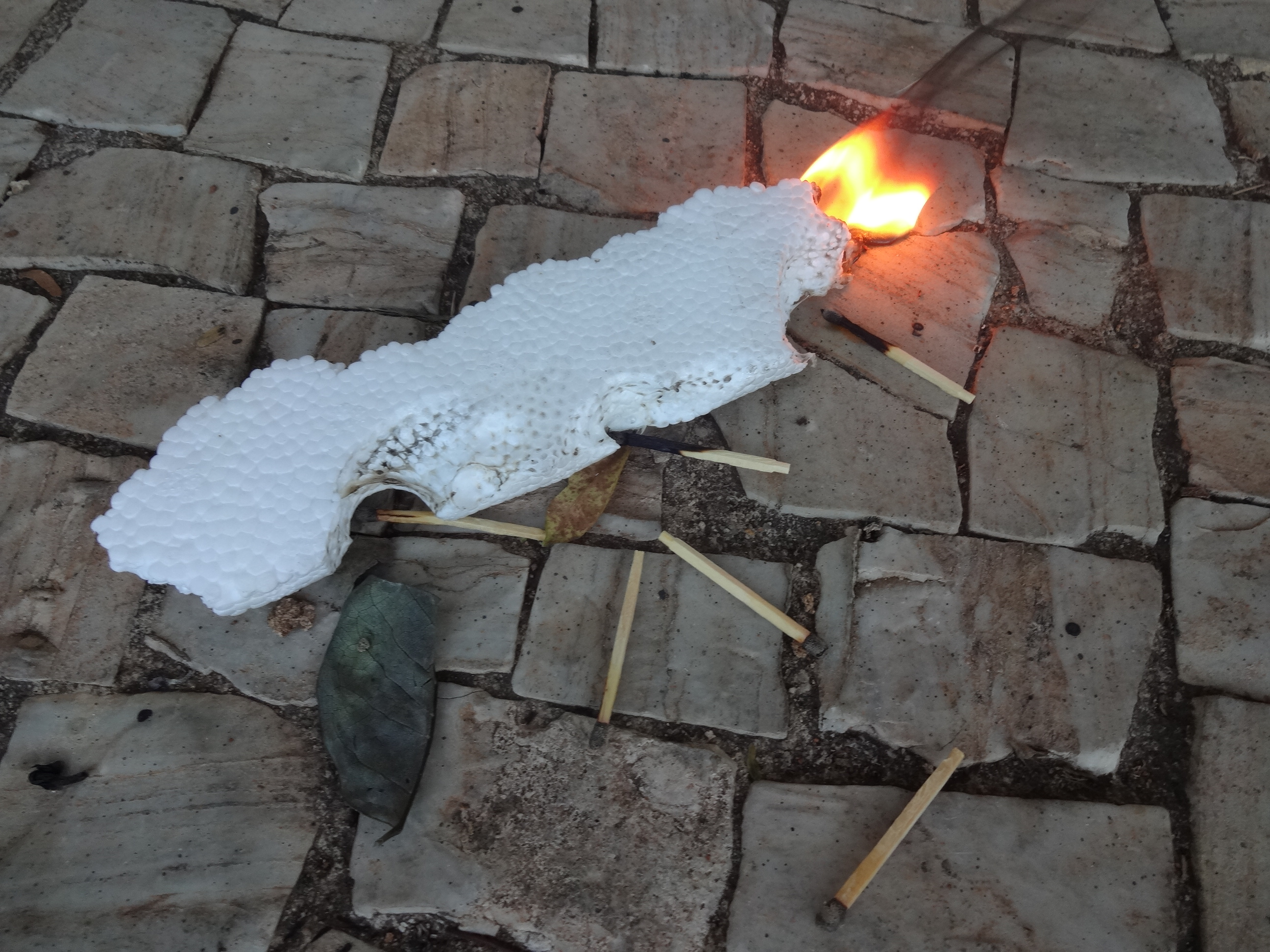
البوليسترين قابل للاشتعال ويطلق كميات كبيرة من الدخان الأسود عند الاحتراق.

من الناحية الكيميائية، البوليسترين عبارة عن هيدروكربون طويل السلسلة ترتبط فيه مراكز الكربون المتناوبة بمجموعات فينيل (أحد مشتقات ال[[بنزين (مركب كيميائي)|بنزين). الصيغة الكيميائية للبوليسترين هي (C8H8)n؛  يحتوي أساسا على العنصرين الكيميائيين: الكربون والهيدروجين. يتم هنا تحديد خصائص المواد من خلال عوامل جذب فان دير فالس قصيرة المدى بين سلاسل البوليمر. نظرا لأن الجزيئات تتكون من آلاف الذرات، فإن قوة الجذب التراكمية بين الجزيئات تكون كبيرة. عند تسخينها (أو تشوهها بمعدل سريع، بسبب مزيج من خصائص اللزجة المرنة والعزل الحراري)، يمكن أن تصل سلاسل البوليمر لدرجة عالية من التثبيت وتنزلق فوق بعضها البعض. يمنح هذا الضعف بين الجزيئات (مقابل القوة العالية داخل الجزيئية بسبب البنية الهيدروكربونية) المرونة واليونة. تسمح قدرة النظام على التشوه بسهولة في درجة حرارة تفوق درجة حرارة التحول الزجاجي، بتليين البوليسترين (والبوليمرات الحرارية بشكل عام) وتشكيلها بسهولة عند تسخينها.
يمتاز البوليسترين المبثوق بقوة تضاهي قوة الألمنيوم الخالص، إضافة إلى مرونة أكثر وكثافة أقل (1.05 غرام لكل سنتمتر 3 للبوليسترين مقابل 2.70 غرام لكل سنتمتر 3 للألمنيوم).

## الإنتاج
البوليسترين هو بوليمر بالإضافة ينتج عندما تترابط مونومرات الستايرين مع بعضها (البلمرة). يتم أثناء عملية البلمرة هذه، كسر الرابطة باي بين الكربون والكربون في مجموعة الفينيل وتشكيل رابطة جديدة (رابطة سيغما) بين الكربون والكربون، متصلة بكربون مونومر ستيرين آخر بالسلسلة. نظرا لأن نوع واحد فقط من المونومر يستخدم في التحضير، لذلك فإن المليمر الناتج بالإضاف في هذه الحالة هو بوليمر متجانس.
الرابطة المشكلة حديثا (الرابطة سيغما) هي أقوى من الرابطة التي تم كسرها (الرابطة باي)، وبالتالي يصعب إزالة بلمرة البوليسترين. تشتمل سلسلة البوليسترين عادة على حوالي بضعة آلاف من المونومرات، مما يعطيها وزنا جزئيا يتراوح بين 100000 و 400000 غرام/مول.
يأخذ كل كربون في السلسلة شكلا رباعي السطوح، فيما تكون تلك الكربونات التي تحتوي على مجموعة فينيل (حلقة بنزين) متصلة، يدوانية. إذا تم وضع الدعامة كسلسلة متعرجة ممدودة ومسطحة، فإن كل مجموعة فينيل سوف تميل للأمام أو للخلف مقارنة بمستوى السلسلة.

### الترتيبية

وفقا للترتيبية هناك ثلاث أشكال من البوليسترين: بوليسترين متساوي النشاط (اليمين)، بوليسترين متماكب متناوب (الوسط) وبوليسترين فاقد للانتظام (اليسار).

تمتلك الترتيبة تأثير قوي على خصائص البلاستيك. في البوليسترين، تمثل الترتيبية الطريقة التي تتراصف بها مجموعة الفينيل (مرتبة في جانب واحد أم على كلتا الجوانب) في سلسلة البوليمر. بناء على ذلك، البوليسترين القياسي مثلا هو بولي ستايرين فاقد للانتظام يتميز. بينما المقابل غير الضوئي الذي تتواجد فيه جميع مجموعات فينيل في نفس الجانب فهو بوليسترين متساوي النشاط؛ شكل من أشكال البولي ستايرين لا يتم إنتاجه تجاريا.

#### البوليسترين الفاقد للانتظام
البوليسترين الفاقد للانتظام هو الشكل الوحيد المهم تجاريا؛ تصطف في هذه الحالة مجموعات الفينيل بشكل عشوائي على جانبي سلسلة البوليمر. هذا التموضع العشوائي يمنع السلاسل من المحاذاة مع بعضها، ويضمن انتظام كاف لتحقيق أي تبلور.

#### البوليسترين المتماكب المتناوب
يمكن أن تنتج عملية بلمرة تسيغلر ناتا بوليسترين مع مجموعات فينيل متراصفة بشكل متناوب على جواني الأساس الهيدروكربوني. يمتاز هذا الشكل من البولي ستايرين، بكونه شديد التبلور مع درجة حرارة انصهار (نقطة الانصهار) تبلغ 270 درجة مئوية (518 درجة فهرنهايت). يتم إنتاج راتينج البوليسترين المتماثل حاليا تحت الاسم التجاري «إكساريك» (بالإنجليزية: XAREC)‏ من قبل شركة إيديميتسو، لإنتاجه تستخدم هذه الأخيرة حفاز الميتالوسين لبدء تفاعل البلمرة.

## التحلل
يعد البوليسترين من الناحية الكيميائية مادة خام نسبيا. في حين أنه مقاوم للماء ومقاوم للتحلل بفضل مقاومته للعديد من الأحماض والقواعد، إلا أنه يصير هشا في مواجهة عدد من المذيبات العضوية (على سبيل المثال، يذوب بسرعة عند تعرضه للأسيتون)، والمذيبات المكلورة، ومذيبات الهيدروكربون العطرية. لذلك وبسبب مرونته وخموله، يتم استخدامه لتصنيع عدد من الأشياء التجارية.
شأنه شأن المركبات العضوية الأخرى، ينتج عن عملية احتراق البوليسترين ثاني أكسيد الكربون وبخار الماء، بالإضافة إلى منتجات ثانوية أخرى. البوليسترين، باعتباره هيدروكربون عطري، يحترق عادة بشكل غير كامل ويظهر ذلك جليا من الدخان الأسود الذي ينتجه. تدعى عملية إزالة بلمرة البوليسترين وتحويله إلى مونومر، ستيرين، باسم الانحلال الحراري. يتضمن ذلك استخدام حرارة وضغط مرتفعين لتفكيك الروابط الكيميائية بين مكونات الستيرين. قد يتطلب الانحلال عادة درجة حرارة تصل إلى 430 درجة مئوية. التكلفة العالية للطاقة التي تتطلبها هذه العملية، جعلت من إعادة التدوير التجاري للبوليسترين إلى مونومر ستيرين أمرا بالغ الصعوبة.

### الكائنات الحية
يعتبر البوليسترين بشكل عام غير قابل للتحلل. ومع ذلك، هناك بعض الكائنات الحية القادرة على تحطيمه، وإن كان ذلك ببطء شديد. 
اكتشف الباحثون في سنة 2015 أن ديدان الوجبة (بالإنجليزية: mealworms)‏ وهي الشكل اليرقي لخنفساء الدقيق الداكنة، يمكنها أن تهضم البولي ستايرين الممدد وتعيش بشكل صحي على نظام غذائي  يقوم عليه. يمكن لحوالي 100 دودة وجبة أن تستهلك ما بين 34 و 39 ميلي غرام من هذه الرغوة البيضاء في اليوم الواحد. إضافة إلى ذلك، ففضلات دودة الوجبة تعد آمنة للاستخدام كتربة للمحاصيل. بحلول سنة 2016، تم الإبلاغ أيضا عن أن الديدان الخارقة (Zophobas morio) يمكنها أن تقتات هي الأخرى على البوليسترين الممدد. وجدت مجموعة من طلاب المدارس الثانوية في جامعة أتينيو دي مانيلا أنه بالمقارنة مع يرقات دودة الوجبة، يمكن ليرقات الديدان الخارقة استهلاك كميات أكبر من البوليسترين الموسع على مدى فترات زمنية أطول.
تستطيع بكتيريا الزائفة الكريهة تحويل زيت الستيرين إلى مادة بولي هيدروكسيل الكانوتيس البلاستيكية القابلة للتحلل. قد يكون هذا مفيدا يوما ما في عملية التخلص الفعال من رغوة البوليسترين. تجدر الإشارة هنا إلى أن البوليسترين يجب أن يخضع للتحلل الحراري ليتحول إلى زيت الستيرين.

## منتجات البوليسترين
يتم عادة تشكيل البوليسترين العادي باستخدام الحقن، التشكيل الفراغي أو البثق، بينما يشَكَّل البولي ستايرين الممدد إما يتم باستخدام البثق أو باستعمال عملية خاصة. كما يتم إنتاج البوليمرات المشتركة للبوليسترين؛ تحتوي على واحد أو أكثر من المونومرات الأخرى بالإضافة إلى الستيرين. في السنوات الأخيرة، تم أيضا إنتاج مركبات البوليسترين الممدد باستخدام السليلوز والنشا. كما يستخدم البوليسترين كذلك في بعض المتفجرات المرتبطة بالبوليمر.

### صفائح البوليسترين أو البوليسترين المقولب
يستخدم البوليسترين في إنتاج عدد من المنتجات، مثل أدوات المائدة البلاستيكية وأواني الطعام التي تستخدم لمرة واحدة، وعلب الأقراص المضغوطة، وأغلفة كاشف الدخان، وإطارات لوحة المركبات، ومجموعات النماذج البلاستيكية القابلة للتجميع، والعديد من الأشياء الأخرى التي تتطلب استعمال بلاستيك صلب واقتصادي. تشمل طرق الإنتاج في هذه الحالة التشكيل الحراري (أو التشكيل بالفراغ) والقولبة بالحقن.
أطباق بتري وحاويات المختبرات الأخرى مثل أنابيب الاختبار والصفيحات الدقيقة التي تلعب دورا مهما في البحوث الطبية الحيوية والعلوم، هي الأخرى تصنع من البولي ستايرين. بالنسبة لهذا النوع من الاستخدامات، تصنع المنتجات دائما عن طريق القولبة بالحقن، وغالبا ما يتم تعقيمها بعد الصب، إما عن طريق التشعيع أو عن طريق المعالجة بأكسيد الإيثيلين. غالبا ما يتم إجراء تعديل للسطح بعد الحقن، يتم هذا عادة باستخدام البلازما الغنية بالأكسجين، يتم ذلك بهدف استحداث مجموعات قطبية. تعتمد الكثير من الأبحاث الطبية الحيوية الحديثة بشكل رئيسي على استخدام مثل هذه المنتجات؛  لذلك، فهي تلعب دورا مهما في الأبحاث الصيدلانية.
تستخدم ألواح البوليسترين الرقيقة في صناعة المكثفات ذات الغشاء الرقيق لأنها تشكل عازلا كهربائيا ثابتًا للغاية، ولكنها تراجعت إلى حد كبير لصالح البوليستر.

### رغوة البوليسترين
تتكون رغاوي البوليسترين من 95 إلى 98 في المائة من الهواء.  تعتبر رغاوي البوليسترين عوازل حرارية جيدة ولذلك غالبا ما يتم استخدامها كمواد عازلة للبناء، على غرار استعمالها في الأشكال الخرسانية العازلة وأنظمة البناء بالألواح الهيكلية العازلة.  تتميز رغوة البوليسترين الرمادية التي تحتوي على الغرافيت بخصائص عزل فائقة.
حصل كارل مونترز و جون تاندبرج من السويد على براءة اختراع أمريكية لرغوة البوليسترين كمنتج عازل سنة 1935  (براءة الاختراع الأمريكية رقم 2023204).
تظهر رغوة البوليسترين أيضًا خصائص تخميد جيدة، لذلك يتم استخدامها على نطاق واسع في التعبئة والتغليف. تستخدم العلامة التجارية الستايروفوم من شركة شركة داو كيميكال بشكل غير رسمي (أساسا في الولايات المتحدة وكندا) جميع منتجات البوليسترين الرغوي، على الرغم من أنه يجب استخدامها بشكل صارم فقط مع رغوة البوليسترين «المبثوقة ذات الخلايا المغلقة» المصنوعة من شركة داو. تستخدم رغاوي البوليسترين أيضا في الهياكل المعمارية غير الحاملة للأوزان (مثل أعمدة الزينة).

### البولي ستايرين الممدد
البوليسترين الممدد (EPS) عبارة عن رغوة صلبة صلبة وثابتة الخلايا ذات كثافة طبيعية تتراوح بين 11 و32 كيلوغرام لكل متر مكعب. عادة ما يكون منتج البوليسترين هذا أبيضا ومصنوعا من حبيبات البوليسترين الممدد المسبق انتاجها.
تبدأ عملية تصنيع البوليسترين الممدد بشكل تقليدي بإنشاء حبيبات بوليسترين صغيرة. حيث يتم تعليق مونومرات الستيرين (والمواد المضافة الأخرى الممكن إضافتها) في الماء، لكي تخضع إلى بلمرة إضافة الجذور الحرة. قد يبلغ متوسط قطر حبيبات البوليسترين المتكونة بواسطة هذه الآلية حوالي 200 ميكرومتر. ثم يتم تخليل الحبيبات بـ «عامل نفخ» (من الشائع استخدام البنتان كعامل نفخ)، وهي مادة تسمح بتمديد الحبيبات. تُضاف الحبيبات إلى متفاعل متقلب باستمرار مع عامل النفخ وإضافات أخرى، الشئ الذي يؤدي إلى تسرب عامل النفخ عبر المسام إلى داخل كل حبيبة. نتيجة لذلك تتمدد الحبيبات باستخدام البخار.
يستخدم البوليسترين الممدد في حاويات الطعام، والألواح المقولبة لعزل المباني، ومواد التغليف إما على شكل كتل صلبة يتم تشكيلها لتلائم العنصر المحمي أو على شكل حبيبات «الفشار الرغوي» التي يتم فرشها في صناديق المنتجات لتوسيد ودعم العناصر الهشة لهذه المنتجات ضد الكسر. كما يستخدم البوليسترين الممدد أيضا على نطاق واسع في تطبيقات سلامة العربات والطرق مثل استخدامها في خوذات الدراجات النارية وحواجز الطرق التي يتم وضعها على طول مسارات سباق السيارات.
يصنع جزء كبير من منتجات البوليسترين الممدد عن طريق القولبة بالحقن. حيث تكون أدوات القوالب في أغلب الأحيان مصنوعة من الفولاذ (الذي يمكن أن يكون صلبا ومصفحا) وسبائك الألومنيوم. يتم التحكم في القوالب من خلال تقسيمها بواسطة نظام قنوات ببوابات ومنافذ تصريف. يُطلق على البوليسترين الممدد بالعامية في الولايات المتحدة وكندا اسم «الستايروفوم»، وهو اسم غير صحيح؛ هو في الواقع اسم العلامة التجارية للبوليسترين الممدد المبثوق الذي تنتجه شركة داو.

### البوليسترين الممدد في البناء
تأتي صفائح البوليسترين الممدد المستعملة في البناء على شكل ألواح صلبة بأحجام متعددة (تصنع عادة بحجم 100 سم × 50 سم، حيث يعتمد ذلك على طريقة الالتحام وتقنيات الغراء المستعملة، وهكذا يمكن أن تأخذ هذه الألواح أحجام مختلفة: 99.5 سم × 49.5 سم أو 98 سم × 48 سم أو 120 × 60 سم) وسماكات مختلفة (من 10 مم إلى 500 مم) حسب نوع الاستعمال. يتم إضافة العديد من التخصيصات والمضافات وكذا الطبقات الخارجية الرقيقة على أحد الجانبين أو كلاهما حسب نوعية الاستخدامات.
تمتاز ألواح البوليسترين الممدد بسهولة تركيبها ومقاومتها الحرارية العالية نسبيا إضافة إلى خواصها الميكانيكية المتوسطة، أما عن تركيبها الخلوي فيعتبر ذا خلايا مفتوحة مما يجعل قدرتها على مقاومة امتصاص الماء والرطوبة ضعيفة نسبيا.

### البولي ستايرين المبثوق
تتكون رغوة البوليسترين المبثوق (XPS) من خلايا مغلقة. توفر خشونة سطح محسنة، صلابة عاليو وموصلية حرارية منخفظة. تتراوح كثافة البوليسترين المبثوق بين 28 و45 كيلوغرام لكل متر مكعب.
يستخدم البوليسترين المبثوق في عدد من المجالات، على غرار استعماله في الحرف وبناء النموذج، ولا سيما النماذج المعمارية. نظرا للطريقة المستعملة في صناعتها والتي هي البثق، لا يحتاج البوليسترين المبثوق إلى واجهات للحفاظ معينة على أدائه الحراري أو المادي. وبالتالي، فه تقدم بديل مناسب الألواح الليفبة المموجة. تتراوح قيمة الموصلية الحرارية للبوليسترين المبثوق بين 0.029 و 0.039 واط/(متر·كلفن) اعتمادا على قوة أو كثافة التحمل، حيث أن متوسط هذه القيمة يقارب عادة 0.035 واط / (متر·كلفن). تتراوح مقاومة انتشار بخار الماء (μ) في البولي ستايرين المبثوق بين 80 و250.
تشمل منتجات رغوة البوليسترين المبثوقة بشكل عام:
- الستايروفوم، المعروف أيضًا باسم «اللوحات الزرقاء»، وهي من إنتاج شركة داو كيميكال.
- ديبرون، وهو لوح عازل رقيق يستخدم أيضا لبناء النماذج.[38]

### البوليسترين الموجه
يتم إنتاج البوليسترين الموجه (OPS) عن طريق مد شريحة من البوليسترين المبثوق، الشئ يحسن الرؤية من خلال المادة عن طريق تقليل التشويش وزيادة الصلابة. غالبا ما يستخدم هذا النوع من البولي ستايرين في تعبئة وتغليف المنتجات التي يرغب المصنع في أن ترى من طرف المستهلك عبر العلبة.
تتمثل بعض فوائد البوليسترين الموجه، في كون انتاجه يعتبر أقل تكلفة مقارنة بالمواد البلاستيكية الشفافة الأخرى مثل البولي بروبيلين والبولي إيثيلين تيرفثالات والبوليسترين عالي التأثير، كما أنه أقل ضبابية من البوليسترين عالي التأثير أو البولي بروبيلين. العيب الرئيسي البوليسترين الموجه هو أنه هش وسهل التصدع أو التمزق.

## القضايا البيئية

### الإنتاج
يتم إنتاج رغوة البوليسترين باستخدام عوامل نفخ (غازات) تشكل فقاعات الرغوة وتعمل على تمددها. في البوليسترين الممتد، تكون هذه العوامل في العادة عبارة عن هيدروكربونات مثل البنتان، والتي قد تشكل خطرا بفعل قابليتها للاشتعال أثناء التصنيع أو التخزين (خاصة المنتجات حديثة التصنيع)، ولكن لها تأثير بيئي معتدل نسبيا. يصنع البوليسترين المبثوق عادة من الهيدروفلوروكربونات
(HFC-134a) والتي لها احتمالية التسبب في الاحترار العالمي تبلغ حوالي 1000 إلى 1300 مرة أكثر من ثاني أكسيد الكربون.

### انعدام القابلية للتحلل
البوليترين بصفة عام هو غير قابل للتحلل في الطبيعة. قد تستغرق نفايات البوليسترين مئات السنين حتى تتحلل حيويا وهي مقاومة للأكسدة الضوئية.

#### نفايات البوليسترين

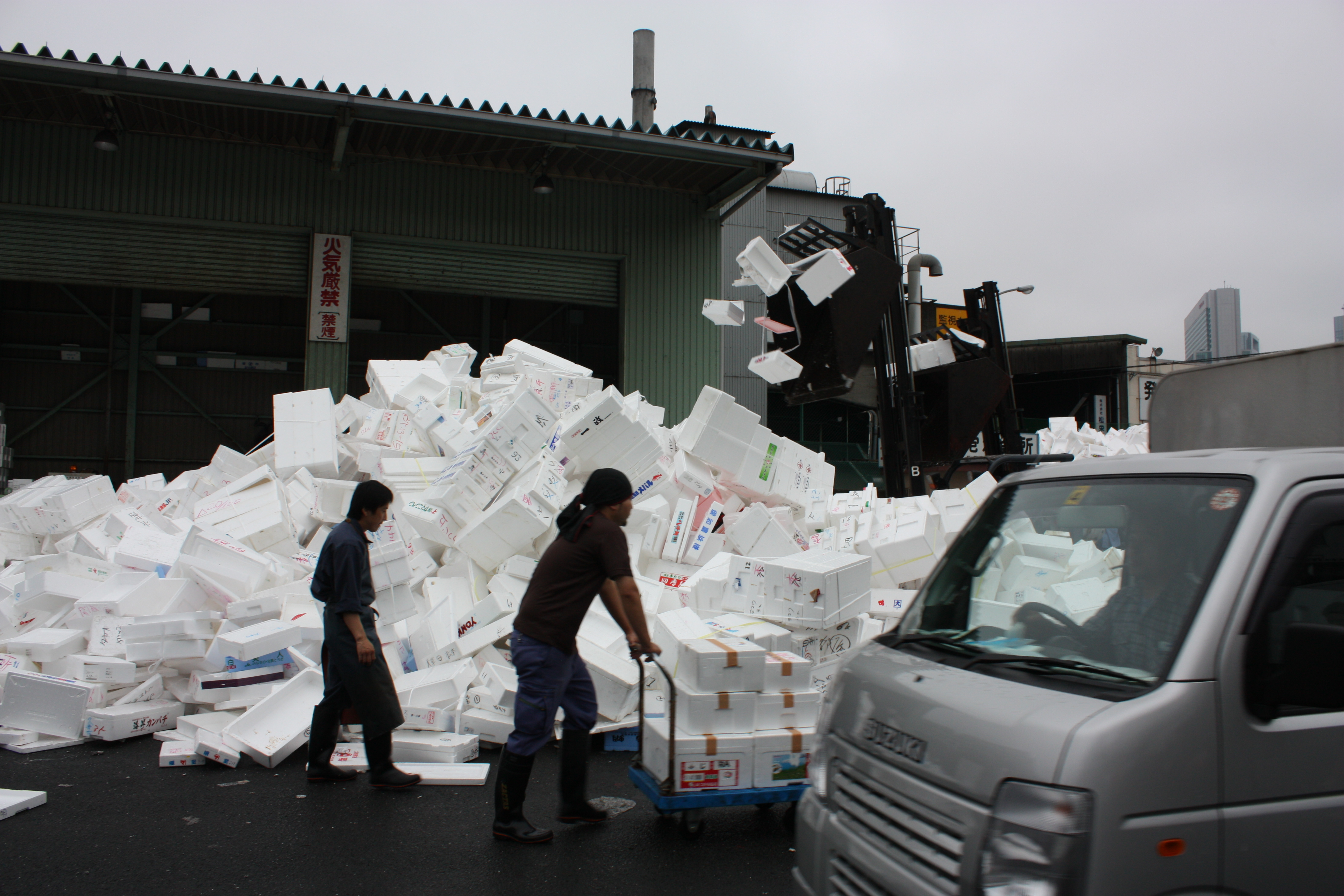
كمية معتبرة من نفايات البوليسترين.

في الطبيعة، يمكن أن لا تتعرف الحيوانات على رغوة البوليسترين باعتبارها مادة اصطناعية وقد تخطئ وتعتبرها كطعام. يمكن لرغوة البوليسترين الانتقال بفعل الرياح والطفو على الماء، بسبب جاذبيتها المنخفضة. لذلك، يمكن أن يكون لها آثار خطيرة على صحة الطيور أو الحيوانات البحرية التي تبتلع كميات كبيرة منها. أظهرت إحدى الدراسات أن أسماك تراوت قوس قزح اليافعة التي احتكت بشكل أو بآخر مع شظايا البوليسترين قد تعرضت لتأثيرات سامة أدت إلى حدوث تغيرات كبيرة في المقاييس النسيجية لهذا النوع.

#### تقييد التصنيع
يعد تقييد استخدام عبوات الأغذية الجاهزة المصنوعة من البوليسترين الممدد أحد أهم أولويات عدد من المنظمات البيئية المناهضة للنفايات الصلبة. لتحقيق هذا الهذف، هناك عدة جهودا في هذا الجانب تصب كلها في اتجاه إيجاد بدائل ناجعة للبوليسترين، وخاصة رغوة البولسسترين الواسعة الاستخدام في مجال المطاعم. كان الدافع الأصلي هو التخلص من مركبات الكلوروفلوروكربون(CFC)، والتي كانت مكونا سابقا لرغوة البوليسترين.

### إعادة التدوير

رمز تعريفي الراتنج الخاص بالبولي ستايرين.

بشكل عام، لا يتم قبول البوليسترين في برامج إعادة التدوير التي تقدمها شركات رفع النفايات، عند جمعه يتم التعامل معه كأي مخلفات غير قابلة لإعادة الاستخدام ولا يتم فصله أو إعادة تدويره من طرف هذه الشركات. في ألمانيا، يتم جمع البوليسترين كنتيجة لقانون التعبئة والتغليف، الذي يفرض على الشركات المصنعة تحمل مسؤولية إعادة التدوير أو التخلص من أي مواد تغليف يبيعونها. لا يتم إعادة تدوير معظم منتجات البوليسترين حاليا بسبب عدم وجود حافز يدعو للاستثمار في آلات الطحن والأنظمة اللوجستية الأخرى المطلوبة.نظرا لانخفاض كثافة رغوة البوليسترين، فإنه لا توجد جدوى اقتصادية من عملية جمعها. مع ذلك، إذا مرت هذه النوعية من النفايات بعملية ضغط أولية، فإن كثافة المادة تتغير من 30 كيلوغرام جم لكل متر المكعب إلى 330 كيلوغرام لكل متر مكعب وستصبح عندها سلعة قابلة لإعادة التدوير وذات قيمة عالية بالنسبة لمنتجي الكريات البلاستيكية المعاد تدويرها.
يمكن إضافة مخلفات البوليسترين الممدد بسهولة إلى منتجات مثل ألواح العزل والمواد الأخرى المصنوعة من البوليسترين الممدد والمستعملة في تطبيقات البناء؛ يبرز هنا مشكل آخر يقوض هذه العملية، وهو أن العديد من المصنّعين لا يستطيعون الحصول على خردة كافية بسبب المشاكل المتعلقة بالجمع. عندما لايتم استخدامها في إنتاج المزيد من البوليسترين الممدد، يمكن إعادة تدوير مخلفات البولي ستايرين وإعادة تحويلها إلى منتجات أخرى ذات قيمة معتبرة مثل علاقات الملابس، مقاعد الحدائق، أواني الزهور، الألعاب، المساطر، أجسام الدبابيس، حاويات الشتلات، إطارات الصور وقوالب البناء. اعتبارا من سنة 2016، يتم إعادة تدوير حوالي 100 طن من البوليسترين الممدد كل شهر في المملكة المتحدة.
يستخدم البوليسترين الممدد المعاد تدويره أيضا في العديد من عمليات صب المعادن. يتم تصنيع الراسترامن مخلفات البوليستيرين الممدد الممزوج مع الأسمنت لاستخدامه كتقويم عازل في صنع الأساسات والجدران الخرسانية. أنتج المصنعون الأمريكيون أشكال خرسانية عازلة مصنوعة من حوالي 80 في المائة من البوليستيرين الممدد المعاد تدويره منذ سنة 1993.

### الترميد (الحرق)
إذا تم حرق البوليسترين بشكل صحيح في درجات حرارة عالية (تصل إلى 1000 درجة مئوية) وفي في ظل وجود الكثير من الهواء (14 متر مكعب لكل كيلوغرام)، فإن المواد الكيميائية المتولدة عن هذه العملية هي الماء وثاني أكسيد الكربون وربما كميات صغيرة من مركبات الهالوجين المتبقية من مثبطات اللهب. إذا تم التخلص من البوليسترين بطريقة خاطئة عن طريق الحرق غير الكامل، فسيكون هناك أيضا بقايا من السخام الكربوني وخليط معقد من المركبات المتطايرة.
وفقا لمجلس الكيمياء الأمريكي (ACC)، عندما يتم التخلص من البوليسترين عن طريق حرقه في المنشآت الحديثة، يتبقى 1 في المائة فقط من حجمه الذي كان عليه في البداية؛ يتحول معظم البوليسترين إلى ثاني أكسيد الكربون وبخار الماء وطاقة على شكل الحرارة. نظرًا لكمية الحرارة المنبعثة جراء عملية التخلص من البولي ستايرين بالحرق، يتم أحيانا توظيف هذه العملية في لتوليد البخار أو إنتاج الكهرباء.
عندما تم حرق البوليسترين عند درجات حرارة تتراوح بين 800 و900 درجة مئوية (نطاق درجات الحرارة النموذجية في المحرقات الحديثة)، كانت منتجات الاحتراق عبارة عن «خليط معقد من الهيدروكربونات العطرية متعددة الحلقات (PAHs) تتراوح بين ألكيل البنزين والبنزوبريلين. تم تحديد أكثر من 90 مركبا مختلفا في النفايات السائلة الناتجة عن احتراق البوليسترين». وجد المكتب الوطني الأمريكي لمركز معايير أبحاث الحرائق 57 منتجا كيميائيا ثانويا تم إطلاقه أثناء عملية احتراق رغوة البوليسترين الممدد.

## السلامة

### الصحة
يكتب مجلس الكيمياء الأمريكي، المعروف سابقا باسم جمعية مصنعي المواد الكيميائية:
قامت لجنة خبراء دولية مكونة من 12 عضوا اختارهم مركز هارفارد لتقييم المخاطر خلال الفترة الممتدة بين سنتي 1999 و2002 بإجراء مراجعة شاملة للمخاطر الصحية المحتملة المرتبطة بالتعرض لمادة الستيرين. كان للهؤلاء العلماء خبرة طويلة في مجالات علم السموم، علم الأوبئة، الطب، تحليل المخاطر، الحركية الدوائية وتقييم التعرض. توصلت دراسة هارفارد لنتيجة مفادها أن الستيرين موجود بشكل طبيعي بكميات ضئيلة في أطعمة مثل الفراولة ولحم البقر والتوابل، كما يتم إنتاجه بشكل طبيعي أثناء عمليات معالجة الأطعمة كما هو الشأن بالنسبة للنبيذ والجبن. راجعت الدراسة أيضا جميع البيانات المنشورة والمتعلقة بكمية الستيرين التي تنتقل إلى الجسم من عبوات المواد الغذائية والمواد البلستيكية الملامسة للأغذية، وخلصت إلى أن الخطر
الناجم عن تعرض عامة الناس للستيرين انطلاقا من الأطعمة أو المنتجات الملامسة للطعام (مثل مثل عبوات البوليسترين وحاويات تقديم الطعام الأخرى) يوجد عند مستويات منخفضة للغاية بحيث لا يمكنها أن تؤدي إلى تأثيرات ضارة على الصحة.
يشيع استخدام مادة البوليسترين في عدد من منتجات تغليف الطعام، بما فيها حاويات الطعام والمشروبات. يعد مونومر الستيرين (الذي يصنع منه البوليسترين) أحد العوامل المشتبه بتسببها في السرطان. الستايرين بشكل عام «يوجد في مثل هذه المنتجات بمستويات منخفضة، بحيث لاتشكل خطرا كبيرا». قد لا يحتوي البوليسترين المستخدم في منتجات التغليف الملامسة للأطعمة على أكثر من 1 في المائة (0.5 في المائة بالنسبة للأطعمة الدهنية) من الستايرين مقارنة بوزن المنتج. تمت ملاحظة انتقال أوليغومرات الستيرين إلى الأطعمة انطلاقا من حاويات البوليسترين المستخدمة في تغليفها. وجدت إحدى الدراسة يابانية التي أجريت على الفئران، أن مادة الستايرين التي اكتشفها الباحثون في الأطعمة الجاهزة المطبوخة والمعبأة في عبوات من البوليسترين، قد تزيد من مستويات هرمون الغدة الدرقية.
طهي الأطعمة في أواني أو عبوات مصنوعة منالبوليسترين في الميكروويف يظل إلى غاية اليوم أمرا مثبرا للجدل. في المقابل، يمكن استخدام بعض الحاويات بأمان في الميكروويف، ولكن فقط إذا تم تصنيفها من طرفة المصنع على أنها آمنة لهذا الغرض. تشير بعض المصادر إلى أنه يجب تجنب استعمالها لاحتواء أطعمة غنية بالكاروتين (فيتامين أ) أو زيوت الطهي. نظرًا للاستخدام الواسع النطاق للبوليسترين، تظل هذه المشكلات الصحية الخطيرة ذات الصلة من المواضيع الملحة.

### مخاطر الحريق
مثله مثل باقي المركبات العضوية الأخرى، يعد البوليسترين مادة قابل للاشتعال. تم تصنيف البوليسترين وفقا لمعيار الDIN4102 الألماني على أنه منتج من فئة الـ"B3"، مما يعني أنه قابل للاشتعال بدرجة كبيرة أو «يشتعل بسهولة». كنتيجة لذلك، وعلى الرغم من كونه عازلا فعالا في درجات الحرارة المنخفضة، إلا أنه يُحظر استخدامه في المنشآت المكشوفة وفي تشييد المباني خاصة إذا لم يتم معالجة بمادة مثبطة للهب. يجب إخفاؤه خلف الحوائط الجافة أو الصفائح المعدنية أو الخرسانة.
حول العالم هناك العديد من الحوادث التي تحصل بشكل مستمر جراء اشتعال المواد البلاستيكية الرغوية المصنوعة من البوليسترين عن طريق الخطأ، والتي تتسبب في خسائر ضخمة في الارواح والممتلكات. على سبيل المثال حريق مطار دوسلدورف الدولي، الذي حدث في 11 أبريل 1996 وتسبب في مقتل ما لايقل عن 17 شخص، وأيضا حريق نفق القناة الذي وقع في نفس السنة (بسبب استعال البوليسترين الذي كان في إحدى العربات).